# Rushford (Nowy Jork)
Rushford – miasto w Stanach Zjednoczonych, w stanie Nowy Jork, w hrabstwie Allegany.